# Tupolev Tu-114
Tupolev Tu-114 Rossiya (Tên hiệu NATO Cleat) là một máy bay chở khách sử dụng động cơ tua bin cánh quạt tầm xa của Liên Xô do phòng thiết kế Tupolev sản xuất.
Phòng thiết kế Tupolev đã được chính phủ Liên bang Xô viết chỉ thị phát triển một loại máy bay chở khách liên lục địa dựa trên chiếc máy bay ném bom chiến lược Tupolev Tu-95. Kết quả là một chiếc máy bay chở khách cỡ lớn sử dụng bốn động cơ cánh quạt ngược chiều mạnh tương tự chiếc Antonov An-22, cũng bắt đầu đi vào sử dụng sau đó. Đây là một ngạc nhiên đối với những nhà quan sát phương Tây khi một chiếc máy bay cánh quạt cũng có thể đạt tới các tốc độ gần phản lực. Theo các tiêu chuẩn thập niên 1950, đây là một chiếc máy bay lớn, lớn nhất trong số những chiếc hoạt động trên mặt đất thời kỳ đó, với sức chứa từ 120 tới 220 hành khách.

## Lịch sử

### Phát triển
Để đáp ứng một yêu cầu của Uỷ ban Hàng không Dân dụng Liên Xô về một loại máy bay chở khách tầm xa, Phòng thiết kế Tupolev đã được ra lệnh chế tạo một chiếc máy bay có tầm hoạt động lên tới 8.000 km vào năm 1955. Với những kỹ thuật có được vào thời điểm đó, điểm khởi đầu tốt nhất chính là chiếc máy bay ném bom Tu-95. Ban đầu chiếc máy bay có tên định danh Tu-95P (p viết tắt Passenger (hành khách), nhưng sau này được đổi lại thành Tu-114.
Để biến bản thiết kế tương thích với mục đích chở khách, diện tích cánh được mở rộng và hạ thấp so với thân. Toàn bộ thân được thiết kế lại với đường kính rộng hơn. Một phần thiết bị từ chiếc máy bay ném bom vẫn được giữ lại như mũi kính của hoa tiêu, và vị trí những cánh cửa để chất hành lý (dưới thân).

### Hoạt động
Tu-114 có thời gian hoạt động thương mại khá ngắn, từ năm 1962 tới năm 1976. Trong hoạt động, chiếc máy bay này nổi tiếng về độ tin cậy, tốc độ và tính kinh tế (tiêu thụ ít nhiên liệu hơn chiếc Il-62 thay thế nó).
Khi hoạt động trong Aeroflot, chiếc máy bay này đầu tiên được dùng trên những đường bay quốc tế như Copenhagen, La Habana, Montréal, New Delhi, Paris, Belgrade và Tokyo (hợp tác với JAL). Khi bị thay thế bằng loại Ilyushin Il-62 trên những đường bay đó, nó thường được sử dụng trên những đường bay nội địa tầm xa. Chiếc máy bay này chấm dứt hoạt động thương mại sau khoảng 14 nghìn giờ bay, sau đó nó được quân đội và không quân sử dụng tới tận đầu thập kỷ 1980.

## Tai nạn
Chỉ hai chiếc thiệt hại khi hoạt động. Một đâm xuống đất khi cất cánh trong thời tiết xấu, vụ tai nạn nghiêm trọng duy nhất của Tu-114, và chiếc thứ hai bị gãy càng bánh đáp trước khi hoạt động.

## Đặc điểm kỹ thuật
Chiếc máy bay chở khách này có một số đặc điểm kỹ thuật duy nhất thời kỳ đó như
- Cánh nghiêng phía sau 35 độ – góc tương đương cánh Boeing 707 và nhiều chiếc máy bay phản lực chở khách khác
- Động cơ tua bin cánh quạt Kuznetsov NK-12MV mạnh, loại mạnh nhất từng được chế tạo, mỗi chiếc có hai cánh quạt bốn cánh quay ngược chiều AV-60H.
- Các ngăn để hành lý ở khoang dưới.
- Khoang nghỉ của đội bay ở tầng thấp.
- Bánh đáp dài (bánh đáp mũi dài 3 mét) vì đường kính lớn của các cánh quạt (trong một chuyến bay thử nghiệm tới Washington trước chuyến thăm dầu tiên của Nikita Khrushchev tới Hoa Kỳ, sân bay ở đây không có thang nào đủ dài tới cabin chiếc Tu-114 vì đặc điểm này)[1]

## Biến thể

### Nguyên mẫu Tu-114A
Chiếc Tu-114 chế tạo đầu tiên, số đăng ký CCCP-L5611, được giới thiệu lần đầu ở phương Tây năm 1958 tại Triển lãm Quốc tế Brussels, sau đó nó đưa Nikita Khrushchev tới Washington nơi xảy ra vụ rắc rối giày nổi tiếng. Chuyến bay cuối cùng của chiếc máy bay này diễn ra năm 1968, và hiện nó được trưng bày tại bảo tàng Monino.

### Phiên bản sản xuất Tu-114

#### Hoạt động trong Aeroflot
Phiên bản sản xuất ban đầu có sức chở 170 hành khách, với một nhà hàng (thỉnh thoảng được dùng làm nơi đặt ghế ngồi) và nơi nghỉ ngơi. Sau này, khu nghỉ ngơi được chuyển đổi thành chỗ đặt ghế bình thường, nâng sức chứa lên 200 hành khách. Ban đầu nó được sử dụng trên những đường bay quốc tế chính của Aeroflot, nhưng khi chiếc Ilyushin Il-62 xuất hiện, nó được chuyển sang phục vụ các đường bay nội địa. Vấn đề chính của những chuyến bay nội địa đó là yêu cầu đường băng dài khi cất và hạ cánh.

#### Hoạt động trong JAL
Khi hoạt động trên đường bay Moscow - Tokyo, Japan Airlines đã có một thoả thuận với Aeroflot để sử dụng Tu-114 trên tuyến này, chiếc máy bay này đã được sửa đổi một chút màu sơn bên ngoài, và sơ đồ bố trí ghế cũng được thay đổi thành hai hạng với 105 ghế. Năm 1969 các chuyến bay của Tu-114 bị ngừng lại, và bốn chiếc máy bay kiểu này đã được chuyển đổi trở lại theo cấu hình 200 ghế nội địa.

#### Biến thể Tu-114D
Phiên bản tầm xa của Tu-114, được sửa đổi để thích hợp với những chuyến bay thẳng tới Cuba.
Sau khi chính sách cấm vận của Mỹ khiến những điểm dừng tại các nước Tây Phi như Senegal không còn sử dụng được, các chuyến bay tới Cuba phải bay thẳng. Để có thể làm được như vậy, số ghế trên máy bay giảm từ 170 xuống còn 60, và 15 bình nhiên liệu phụ được lắp đặt. Trong hầu hết trường hợp, số nhiên liệu phụ này đủ để máy bay có thể tới các điểm dừng dự định, nhưng trong trường hợp có gió mạnh, bắt buộc phải dừng tái nạp nhiên liệu tại Nassau ở Bahamas. Tất cả các máy bay hoạt động trên đường bay này đều đã được chuyển đổi trở lại sau khi tuyến Moskva - La Habana chuyển sang dùng Ilyushin Il-62.

#### Hoạt động quân sự
Sau khi ngừng hoạt động dân sự năm 1976, một phần phi đội Tu-114 được không quân và quân đội sử dụng cho nhiều chiến dịch vận chuyển nhân sự. Chuyến bay cuối cùng của Tu-114 diễn ra năm 1983, khi ấy nó đang thuộc sở hữu quân đội.

### Các phiên bản quân sự đề xuất
Một phiên bản sử dụng năng lượng nguyên tử được gọi là Tu-114PLO đã được đề xuất, nhưng chưa bao giờ vượt quá giai đoạn bản vẽ.

## Phát triển liên quan

#### Tu-116
Được thiết kế như một loại máy bay tạm thay thế trong trường hợp Tu-114A không hoàn thành đúng thời hạn, hai chiếc máy bay ném bom Tu-95 đã được trang bị các thiết bị chở khách. Bởi Tu-114A hoàn thành đúng hạn, không chiếc máy bay nào trong số này được sử dụng chính thức bên ngoài Liên Xô. Cả hai chiếc đều có cùng cấu hình: 3 ghế VIP với văn phòng làm việc, cabin 70m3 còn lại được bố trí như máy bay chở khách thông thường. Hai chiếc này cuối cùng được dùng để chuyên chở nhiều phi đội Tu-95. Một chiếc được lưu giữ tại Ulyanovsk.

#### Tu-126 (tên hiệu NATOMoss)
Năm 1958 Phòng thiết kế Tupolev được lệnh thiết kế một máy bay AWACS. Sau khi thử tìm cách lắp đặt một radar và thiết bị lên một chiếc Tu-95 và một chiếc Tu-116, cuối cùng họ quyết định dùng Tu-114 thay thế. Cách này giúp giải quyết mọi vấn đề về làm mát và khoảng không cho các nhân viên kỹ thuật ở chiếc Tu-95 và Tu-116 nhỏ hơn. 
Để đáp ứng các yêu cầu về tầm hoạt động, chiếc máy bay được trang bị hệ thống tiếp dầu trên không.
Chiếc Tu-126 cuối cùng ngừng hoạt động năm 1984
Tu-126 đã được Hải quân Xô viết sử dụng, cho tới tận khi bị thay thế bằng loại Beriev A-50. Tu-126 cũng được đem cho Ấn Độ mượn trong những cuộc xung đột với Pakistan, kết quả là khả quan theo những tiêu chuẩn của Ấn Độ.

## Bên sử dụng

### Dân sự
- Aeroflot

### Quân sự
- Liên bang Xô viết
  - Hải quân Xô viết (Tu-126)
  - Phòng không Xô viết (Tu-126)
  - Không quân Xô viết (Tu-114)
  - Quân đội Xô viết (Tu-114)

## Đặc điểm kỹ thuật (Tu-114)

### Đặc điểm chung
- Phi đội: 5 người
- Sức chở: 120-220 hành khách
- Chiều dài: 54.10 m (177 ft 4 in)
- Sải cánh: 51.1 m (167 ft 7.75 in)
- Chiều cao: 15.44 m (50 ft 8 in)
- Diện tích cánh: 311.1 m² (3.349 ft²)
- Trọng lượng rỗng: 91.000 - 93.000 kg (200.621 - 205.030 lb)
- Trọng lượng chất tải: 131.000 kg (289.000 lb)
- Tải trọng:
  - Thông thường: 15.000 kg (30.070 lb)
  - 'Tối đa': 30.000 kg (66.140 lb)
- Trọng lượng cất cánh thông thường: 164.000 kg (361.558 lb)
- Trọng lượng cất cánh tối đa: 175.000 kg (385.809 lb)
- Động cơ: 4 động cơ tua bin cánh quạt ngược chiều Kuznetsov NK-12MV, 11.000 kW (14.800 hp) mỗi chiếc

### Đặc điểm bay
- Tốc độ tối đa: 870 km/h (470 kt, 541 mph)
- Tốc độ bay tiết kiệm nhiên liệu: 770 km/h (415 kt, 478 mph)
- Tầm hoạt động: 6.200 km (3.300 nm, 3.900 mi)
- Trần bay: 12.000 m (39.000 ft)
- Tốc độ lên: m/s (ft/min)
- Chất tải cánh: 421 kg/m² (86.2 lb/ft²)
- Lực đẩy/Trọng lượng: 168 W/kg (0.102 hp/lb)

### Ảnh
- Airliners.net Lưu trữ ngày 30 tháng 9 năm 2007 tại Wayback Machine

## Chủ đề liên quan
- Liên quan
  - Tupolev Tu-95
  - Tupolev Tu-142
- Máy bay tương tự
  - Boeing 707
  - Douglas DC-8
  - Ilyushin Il-62
  - Vickers VC-10
- Các máy bay cánh quạt loại lớn khác
  - Saunders-Roe Princess
  - Antonov An-22
- Danh sách
  - Danh sách máy bay chở khách